# Musin
A musin  (無心, „tudat nélküliség”) egy harcművészek által, harc közben használt mentális állapot. Ezt az állapotot a mindennapi tevékenységek során is gyakorolják.

## A szó jelentése
A musin kifejezés a musin no sin (無心の心) rövidítése, ami egy zen kifejezés és gondolkodás nélküli elmét jelenti. A musin szó két japán kandzsi karakterből áll, első a 無 (mu) aminek a jelentése „nincs”. A második karakter a 心 (sin) ami jelenthet „szivet”, „lelket” valamint ebben az esetben „elmét” vagy „észt” is.

## Leírása
A musin akkor érhető el, ha egy személy elméje minden gondolattól, legfőképpen haragtól, félelemtől, önzőségtől és vágyaktól mentes. Elhagyja a csapongó és elkalandozó gondolatokat, ezért az ember teljesen folyékonyan és szabadon reagálhat ellenfelével szemben, mindenféle hezitálástól és érzelemtől mentesen. A musin állapotába lépve a személy nem fog azon gondolkozni, hogy mi legyen a következő lépés, helyette az intuitív megérzéseire fog támaszkodni és tanult mozdulatait természetesen fogja felhasználni. Ez nem egy nyugodt, alvásközeli állapot, az agy nagy sebességgel dolgozik csak előre elgondolt szándékokat és terveket nélkülözve.
A musin egy korai leírása egy zen buddhista szerzetes és harcművész, Takuan Sóhó The Unfettered Mind (1573–1645) (不動智神妙録 fudōchi shinmyōroku, A korlátlan elme) című könyvéből származik. A három részes tanulmányában összeköti a zen buddhizmus elemeit a harcművészettel.
Idézet Takuan Sóhó könyvéből, ami magyarázza, hogy mi történik az elmében musin állapota alatt:
„A tudatnak folyamatosan egy áramló állapotban kell lennie, ha valahol megáll és az áramlás megszakad, az káros lehet az elme jólétére. Ez egy kardforgató esetében a halált jelenti.
Amikor a kardforgató szemben áll ellenfelével, nem gondol sem az ellenfelére, sem magára, sem pedig az ellenség kard mozdulataira. Csak áll ott kardjával, minden technikától mentesen és kész követni tudatalattiját.  Az ember eltörli magát, mint a kard forgatója. Amikor lecsap, nem az ember, hanem az ember tudatalattijában kezében tartott kard csap le.”
Takuan Sóhó nézeteinek egy modern értelmezése megtalálható a Vagabond című mangában, amit Inoue Takehiko írt Josikava Eidzsi Muszasi című regénye alapján. A regény szerint Takuan Sóhó barátja és tanácsadója volt Mijamoto Muszasinak, amire nincs tényleges bizonyíték. A mangában kettőjük között zajló fiktív beszélgetés során Takuan ezeket a szavakat mondja Muszasinak:
„Ha egyetlen levél eltereli a figyelmedet, nem fogod látni a fát. Ha a fa tereli el a figyelmedet, elszalasztod az egész erdőt. Ne hagyd, hogy egyetlen pont elterelje a figyelmedet. Láss mindent a maga teljességében… …könnyedén… mert ez jelenti azt, hogy igazán látsz… ”

## Alkalmazása
A musin nem csak egy állapot, amibe be lehet lépni harc közben. Számos harcművész gyakorolja ennek az állapotnak az elérését a mozdulatsorok tanulása közben, hogy elérjék a mozdulatok hibátlan megvalósítását. Miután a harcművész eléri a harc közbeni musin állapotot, utána célja az, hogy ezt átültesse élete többi területére is.
A musin más olyan hagyományos japán művészetekben is érvényesül, mint például a japán virágrendezés az ikebana vagy a japán kalligráfia.